# Louis de Wuilleret
Louis de Wuilleret (getauft am 25. Dezember 1815 in Romont; † 23. Februar 1898 in Freiburg im Üechtland) war ein Schweizer Politiker. Über vier Jahrzehnte lang, von 1853 bis zu seinem Tod, gehörte er dem Nationalrat an.

## Biografie
Er stammte aus einer angesehenen Familie, die seit dem frühen 15. Jahrhundert nachweisbar ist; sein Vater Jean-Théodore war Gemeindepräsident von Romont und Bezirksrichter. Louis de Wuilleret besuchte das Kollegium St. Michael in Freiburg und das Gymnasium in Luzern. Es folgte ein Rechtsstudium an der Freiburger Rechtsschule und an der Universität München. 1841 erhielt er das Anwaltspatent und führte daraufhin bis 1889 die grösste Anwaltskanzlei im Kanton Freiburg. Ab 1889 war er Präsident des Kantonsgerichts.
De Wuilleret stieg zur unbestrittenen Führungspersönlichkeit der Katholisch-Konservativen im Kanton Freiburg auf. 1847 war er Stadtrat von Freiburg. 1846/47 gehörte er erstmals dem Grossen Rat an, bis die Radikalliberalen nach dem Sonderbundskrieg an die Macht drängten. 1852 leitete er die Volksversammlung von Posieux mit über 15'000 Teilnehmern, die eine Machtdemonstration gegenüber der radikalen Kantonsregierung darstellte. De Wuilleret, ein Mitglied des Schweizerischen Studentenvereins und des Piusvereins, wurde 1856 erneut in den Grossen Rat gewählt und gehörte diesem weitere 42 Jahre lang an (in fast jedem zweiten Jahr amtierte er als Grossratspräsident).
Im Oktober 1853 siegte de Wuilleret in einer Nachwahl im Wahlkreis Freiburg-Süd und trat die Nachfolge von Jean-François-Marcellin Bussard im Nationalrat an; Vincent Gottofrey wurde sein Nachfolger im Nationalrat. 15 Mal in Folge gelang ihm die Wiederwahl, zuletzt bei den Nationalratswahlen 1896. Ab 1881 vertrat er den neu geschaffenen Wahlkreis Freiburg-Mitte, 1896 war er Alterspräsident der Bundesversammlung. De Wuilleret war bestrebt, das katholische Gedankengut zu verbreiten und förderte die katholische Presse. Ab 1872 war er Verwaltungsratspräsident der Imprimerie Suisse catholique und der Tageszeitung La Liberté. Zusammen mit seinem Schwiegersohn Georges Python trieb er die Gründung der Universität Freiburg voran.
Sein Sohn Charles de Wuilleret war ebenfalls Nationalrat.